# عزة الفيلالي
عزة الفيلالي ولدت سنة 1952، هي كاتبة تونسية باللغة الفرنسية. أستاذة طب الأمعاءالمعدي، تدرس بمستشفى الرابطة بتونس.  متحصلة على ماستير فلسفة منذ 2009 من جامعة باريس الأولى. نشرت بداية من 1991 عددا من الروايات والخواطر والقصص القصيرة باللغة الفرنسية. حازت روايتها L'heure du cru الصادرة سنة 2009 على  جائزة لجنة التحكيم الخاصة للكومار لسنة2010.
كما حازت روايتها Ouatan est la Tunisie بمضمون ما قبل الثورة على جائزة الكومار الذهبي لسنة 2012. نظّمت سنة 2012 بمعيّة المعهد الفرنسي ندوة حول الكتابة في تونس الثورة.

## الإصدارات
- المسافر الثّابت، خواطر حول الممارسة الطبّية نشرت دار أليف سنة 1996(ISBN 978-9973176936)
- السيد لام رواية صدرت سنة  نشر سيريس  سنة 1999(ISBN 978-9973193889)
- أودية الضّوء، رواية نشر سيراس سنة 2001 (ISBN 978-9973194886)
- تصريحات متغيّرة عن الحب، قصص قصيرة نشر سيراس سنة 2003(ISBN 978-9973195753)
- يوميات تغيير، رواية نشر ميم 2005(ISBN 978-9973736000)
- عشرون عاما لما بعد، عمل مشترك نشر إليزار 2009(ISBN 978-9973580160)
- الساعة الخام  رواية نشر إليزار 2009

(ISBN 978-9973580177)
- وطن رواية  نشر إليزار 2012(ISBN 978-9973580450)
- المضطربون، رواية نشرإليزار 2014  (ISBN 978-9973580696)
- من الأمام ودون قبعة رواية نشر إليزار 2016(ISBN 978-9973580863)